# Henderson (Minnesota)
Henderson es una ciudad ubicada en el condado de Sibley en el estado estadounidense de Minnesota. En el Censo de 2010 tenía una población de 886 habitantes y una densidad poblacional de 314,13 personas por km².

## Geografía
Henderson se encuentra ubicada en las coordenadas 44°31′36″N 93°54′35″O / 44.52667, -93.90972. Según la Oficina del Censo de los Estados Unidos, Henderson tiene una superficie total de 2.82 km², de la cual 2.76 km² corresponden a tierra firme y (2.3%) 0.06 km² es agua.

## Demografía
Según el censo de 2010, había 886 personas residiendo en Henderson. La densidad de población era de 314,13 hab./km². De los 886 habitantes, Henderson estaba compuesto por el 97.52% blancos, el 0% eran afroamericanos, el 0% eran amerindios, el 0.23% eran asiáticos, el 0% eran isleños del Pacífico, el 1.35% eran de otras razas y el 0.9% pertenecían a dos o más razas. Del total de la población el 2.48% eran hispanos o latinos de cualquier raza.

## Monumentos
En 2020 se inauguró una estatua del cantante Prince, en honor a la difusión que hizo de la población en su película Purple Rain.